# Daniela Riet
Daniela Riet is een Nederlands voormalig topkorfbalster. Met Deetos won zij verschillende titels.
Daarnaast was Riet een speelster van het Nederlands korfbalteam, waarmee ze verschillende gouden medailles won.

## Spelerscarrière
Riet debuteerde in het 1e team van Deetos in seizoen 1994-1995. Coach Jan Sjouke van den Bos koos voor Riet als vervanger voor de geblesseerde Anouk Brandt.
In haar debuutseizoen werd Deetos 1e in de zaalcompetitie in de Hoofdklasse B, waardoor de ploeg zich plaatste voor de zaalfinale. Oost-Arnhem was de tegenstander in de finale, een ploeg onder leiding van coach Erik Wolsink, een oud Deetos-speler. Deetos ging de finale in als titelfavoriet, mede omdat ze 4 punten meer hadden behaald in de competitie. In de finale won Deetos met 15-13, waardoor Riet in haar eerste seizoen meteen zaalkampioen was geworden.
Iets later, in de veldcompetitie plaatste Deetos zich voor de play-offs. In de kruisfinale troffen ze ook Oost-Arnhem. In de best-of-3 serie verloor Deetos in 2 wedstrijden.
Als zaalkampioen van '95 nam Deetos deel aan de Europacup van 1996. Ondertussen was Anouk Brandt overgestapt van Deetos naar Fortuna, waardoor Riet een basisspeelster werd.
In het Europacuptoernooi won Deetos de poulewedstrijden en kwam het Mercurius tegen in de finale. Ook hier won Deetos vrij gemakkelijk, met 22-14, waardoor de ploeg voor de derde keer in de clubhistorie de Europacup won.
In seizoen 1995-1996 viste Deetos net achter de Nederlandse prijzen. In de zaalcompetitie werd de ploeg 2e in de Hoofdklasse B, 4 punten achter AKC Blauw-Wit. Hierdoor kon de ploeg de zaaltitel van 1995 niet verdedigen. In de veldcompetitie was het spannender, maar uiteindelijk kwam Deetos 1 punt tekort om zich te plaatsen voor de veldfinale.
Seizoen 1996-1997 werd een bijzonder seizoen voor Deetos. In de zaalcompetitie stond de ploeg na de reguliere competitie op een gedeelde eerste plek in de Hoofdklasse B, samen met Blauw-Wit. Om te bepalen welke ploeg 1e zou worden en zich dus zou plaatsen voor de zaalfinale moest er een beslissingsduel worden gespeeld. Deze werd gewonnen door Deetos met 25-21, waardoor Deetos in de zaalfinale terecht kwam. De finale werd een Drechtsteden-derby, want PKC was de tegenstander. Deetos verloor de wedstrijd met 19-13. De veldcompetitie eindigde met een 3e plek. Dit zou het laatste seizoen worden van toonaangevende Deetos spelers, zoals Oscar Mulders en Hans Leeuwenhoek. Ook stopte coach Van den Bos na dit seizoen. Hierdoor ging Deetos een metamorfose in.
In 1998 werd een nieuwe coach aangesteld, niemand minder dan Ben Crum.
Hierdoor kreeg de ploeg weer een boost. In seizoen 1998-1999 werd de ploeg in de zaal nog 3e, maar in de veldcompetitie werd Deetos 1e in de Hoofdklasse A, waardoor de ploeg zich plaatste voor de veldfinale.
Ook nu was Oost-Arnhem de tegenstander. Deetos won de wedstrijd met 21-16, waardoor Riet ook een veldtitel won.
In seizoen 1999-2000 haalde Deetos in de zaalcompetitie de play-offs. In dit seizoen was de opzet van de zaalcompetitie iets anders en was er een play-off systeem ingesteld, waarbij uit elke poule 2 teams naar de play-offs gaan. Deetos werd 1e in de Hoofdklasse A, waardoor het in de kruisfinale speelde tegen de nummer 2 van de Hoofdklasse B, namelijk Nic.. In de kruisfinale won Nic. nipt met 24-23, waardoor Deetos net niet in de zaalfinale terecht kwam.
In het seizoen erna, 2000-2001 gebeurde hetzelfde met Deetos. Zo stond de ploeg weer in de zaalkruisfinale, maar hier ging het weer mis. Dit maal kwam Deetos uit tegen PKC en Deetos verloor de kruisfinale met 21-19, waardoor het strandde.
In de veldcompetitie strandde de ploeg ook in de kruisfinale.
In 2001-2002 miste Deetos de nacompetitie in de zaal, maar ging het beter op het veld. Zo plaatste Deetos zich voor de kruisfinale, die het won tegen DOS'46, waardoor het in de veldfinale terecht kwam. In de finale verloor Deetos van Die Haghe met 15-13.
Na dit seizoen stopte Crum als hoofdcoach en werd oud speler Hans Leeuwenhoek de nieuwe oefenmeester van de ploeg.
Hierna ging het minder goed met Deetos. De ploeg eindigde in 2002-2003 in beide competities in de middenmoot. In het seizoen erna zat de ploeg dicht tegen een play-offs plek in de zaal aan, maar kwam de ploeg 2 punten tekort.
In 2005 nam Leeuwenhoek afscheid als coach en werd Gert-Jan Kraaijeveld de nieuwe hoofdcoach. Vlak voor het nieuwe seizoen werd de zaalcompetitie compleet anders ingericht en werd de Korfbal League geboren.
Seizoen 2005-2006 was het laatste seizoen van Riet op het hoogste niveau. Deetos werd 5e in de Korfbal League en in de veldcompetitie kwam de ploeg in de Degradatiepoule terecht. Deetos handhaafde zich.

## Erelijst
- Nederlands kampioen zaalkorfbal, 1x (1995)
- Europacup kampioen zaalkorfbal, 1x (1996)
- Nederlands kampioen veldkorfbal, 1x (1999)

## Oranje
Riet werd in 1995 geselecteerd voor het Nederlands korfbalteam, dat onder leiding stond van bondscoach Harry Dassen. Ze speelde uiteindelijk 33 officiële interlands en won goud op de volgende internationale toernooien:
- WK 1995
- World Games 1997
- EK 1998
- World Games 2001